# ولادیمیر میخائیلویچ یوروفسکی
ولادیمیر میخائیلویچ یوروفسکی (انگلیسی: Vladimir Mikhailovich Yurovsky; ۷ مارس ۱۹۱۵ – ۲۶ ژانویهٔ ۱۹۷۲) آهنگساز، و نوازنده پیانو اهل امپراتوری روسیه بود.